# 594
Năm 594 là một năm trong lịch Julius.